# Rashida Jones
Rashida Leah Jones (Los Angeles, 25 de fevereiro de 1976) é uma atriz,  modelo, musicista, roteirista e produtora de cinema norte-americana.
Ela é mais conhecida por seus papéis nas séries de comédia Boston Public, The Office, Parks and Recreation e Angie Tribeca. No cinema é famosa por seus papéis nos filmes I Love You, Man, A Rede Social, Our Idiot Brother e The Muppets. Também co-escreveu o roteiro e estrelou Celeste and Jesse Forever.

## Biografia
Rashida Leah Jones nasceu em Los Angeles, Califórnia, e foi criada no bairro Bel Air com seus pais e sua irmã mais velha Kidada Jones, uma atriz, modelo e designer de moda. Ambas são filhas de Quincy Jones, um produtor musical e músico, e Peggy Lipton, uma atriz e cantora. Rashida e Kidada possuem cinco meio-irmãos por parte de pai: Quincy Jones III (produtor de hip-hop), Jolie Jones, Rachel Jones, Martina Jones e Kenya Jones. Seu tataravô materno nasceu na Letónia, mas saiu do país ainda jovem, enquanto o resto da família foi exterminada em 1941, no Holocausto. Do lado paterno, descende de africanos escravizados.
Rashida e Kidada foram inseridas no judaísmo reformista por sua mãe; ela frequentou uma escola hebraica, embora tenha deixado aos dez anos sem uma B'nai Mitzvá.
Os seus pais se divorciaram quando ela tinha 14 anos; sua irmã, posteriormente, manteve-se com seu pai, enquanto ela se mudou com sua mãe para Brentwood, Los Angeles. Em 1993, chamou atenção com uma carta aberta respondendo a observações mordazes feitas pelo rapper Tupac Shakur sobre o casamento interracial de seus pais.

### Educação
Estudou na Buckley School em Sherman Oaks, Califórnia, onde entrou para a National Honor Society e foi eleita a "maior probabilidade de sucesso" por seus colegas. Ela estava envolvida com o teatro na Buckley, sob tutela do professor interino Tim Hillman. Também pegava o mesmo ônibus escolar que Paris Hilton e Kim Kardashian.
Após o ensino médio, ela deixou a Califórnia para participar da Universidade Harvard. Em Harvard, era residente da Eliot House e pertencia a Hasty Pudding Theatricals, Harvard Radcliffe Dramatic Club, Harvard Opportunes, Black Students Association, e Signet Society. Ela estava inicialmente interessada em se tornar uma advogada/juíza/presidenta, mas mudou de ideia após ficar desiludida com o julgamento de O. J. Simpson. Em seu segundo ano na universidade, atuou na peça "For Colored Girls Who Have Considered Suicide When the Rainbow Is Enuf". Graduou-se no ano de 1997 em ciência da religião e filosofia.
Ela se envolveu com artes cênicas e foi diretora para o musical "Opportunes" (um grupo a cappella), co-compôs a trilha para o 149.º Hasty Pudding Theatricals, e atuou em várias peças.

### Música
Além da atuação herdada da mãe, também herdou a aptidão musical do pai. Ela é uma cantora ocasional, aprendeu a tocar piano clássico aos cinco anos, e sabe tocar um pouco de guitarra. Foi vocal de apoio da banda Maroon 5 para as canções "Tangled", "Secret" e "Not Coming Home" do álbum Songs About Jane, e "Kiwi" do álbum It Won't Be Soon Before Long. Também foi vocalista da canção "Starry Night" do álbum The Rose That Grew from Concrete (2000), feito em homenagem a Tupac Shakur, que estava noivo de sua irmã Kidada.
Contribuiu com vocais de canções nas trilhas sonoras dos filmes The Baxter, The Ten e Reno 911!: Miami. Cantou em alguns episódios de Boston Public e para eventos de caridade como o "What A Pair Benefit" (2002) para levantar fundos para a investigação do câncer de mama.
Em maio de 2015, lançou uma canção intitulada "Wanted to Be Loved" ao lado de Daniel Ahearn, a canção foi usada no documentário Hot Girls Wanted, que ela produziu.
Apareceu em videoclipes de Aaliyah, no videoclipe da canção "Be Gentle With Me" do grupo The Boy Least Likely To, e no videoclipe da canção "Long Road to Ruin" da banda Foo Fighters. Neste último ela foi creditada como Racinda Jules e desempenhou o papel de Susan Belfontaine. Em 2013, dirigiu o videoclipe da canção "Brave" de Sara Bareilles.
Em 2017, participou do videoclipe de Family Feud, de Jay-Z.

### Escrita
Rashida criou a minissérie de histórias em quadrinhos "Frenemy of the State", sobre uma socialite recrutada pela CIA. Ela co-escreveu a primeira HQ (publicada pela Oni Press) com os escritores Nunzio Defilippis, Christina Weir, e Jeff Wamester. Em outubro de 2009, antes da HQ ser lançada, ela vendeu os direitos de tela para a Universal Pictures e Imagine Entertainment.
Em março de 2009, vendeu seu primeiro roteiro de filme (Celeste and Jesse Forever). Ela co-escreveu com Will McCormack e também estrelou o filme, lançado em 2012. Rashida e Will repetiram a parceria com o roteiro de Toy Story 4; entretanto, os dois deixaram a produção por diferenças criativas e filosóficas.
Trabalhou como editora colaboradora para a revista Teen Vogue. Escreveu o capítulo 36 da biografia de seu pai, "Q: The Autobiography of Quincy Jones".

### Televisão
Jones está na televisão como atriz desde 1997, mas alcançou destaque com seu papel recorrente como Karen Filippelli na série The Office e a partir disso como um dos personagens principais de Parks and Recreation.
Estreou como produtora executiva com A to Z, na NBC, ao mesmo tempo que voltava a atuar como estrela de Angie Tribeca, sitcom da TBS.

### Teatro
Em 2002, participou da peça Pitching to the Star; Women in Motion, como Laurie Richards. Escrita por Donald Margulies, a peça também contou com sua mãe Peggy Lipton e seu tio Robert Lipton.

### Comédia online
Estrelou Speak Out do Funny or Die com Natalie Portman.
Apareceu em alguns episódios de Web Therapy como Hayley Feldman-Tate, e em alguns episódios da versão para televisão.
Em 2007, apareceu no webisódio "A Woman's Touch" de Wainy Days. Em 2008, apareceu no Prop 8 – The Musical, um vídeo all-star postado no Funny or Die e escrito por Marc Shaiman, que satiriza a Proposição 8 da Califórnia.

### Modelagem e publicidade
Apareceu em dois comerciais da Gap.
Em 2011, foi porta-vez para a coleção "Dove Nourishing Oil Care" da Dove.
Em 2015, começou a estrelar uma série de comerciais da Verizon FiOS.

## Vida pessoal
Entre 1997 e 2000, namorou e ficou noiva do ator Tobey Maguire. Ficou noiva também do produtor musical Mark Ronson em fevereiro de 2003. Ele propôs no aniversário dela de 27 anos, usando um jogo de palavras-cruzadas feito por encomenda soletrando "Quer casar comigo?". O relacionamento terminou cerca de um ano depois.
Em 2016, durante um discurso em Harvard, falou abertamente sobre sua posição de esquerda e criticando as falas do então candidato Donald Trump. Diante das eleições de 2018, Jones participou de campanhas para atrair eleitores e voluntários, coescrevendo, dirigindo e estrelando vídeos, inclusive ao lado de Jane Fonda e Lily Tomlin.
Em agosto de 2018 teve um filho com o músico Ezra Koenig, com quem está em relacionamento desde 2017.

## Filmografia
| Filmes | Filmes                            | Filmes                      | Filmes         |
| Ano    | Título                            | Papel                       | Notas          |
| ------ | --------------------------------- | --------------------------- | -------------- |
| 1998   | Myth America                      |                             |                |
| 2000   | East of A                         | Emily                       |                |
| 2000   | If These Walls Could Talk 2       | Feminista (segmento "1972") | Telefilme      |
| 2001   | Roadside Assistance               | Lucy                        |                |
| 2002   | Full Frontal                      |                             | Não creditada  |
| 2002   | Now You Know                      | Kerri                       |                |
| 2003   | Death of a Dynasty                | Layna Hudson                |                |
| 2004   | Strip Search                      | Cenas deletadas             | Telefilme      |
| 2004   | Little Black Book                 | Dra. Rachel Keyes           |                |
| 2006   | Untitled Paul Reiser Project      | Angela                      | Telefilme      |
| 2006   | Our Thirties                      | Liz                         | Telefilme      |
| 2007   | The Ten                           | Rebecca Fornier             |                |
| 2008   | Life in Flight                    | Nina                        |                |
| 2009   | Brief Interviews with Hideous Men | Hannah                      |                |
| 2009   | I Love You, Man                   | Zooey Rice                  |                |
| 2010   | Cop Out                           | Debbie                      |                |
| 2010   | Monogamy                          | Nat                         |                |
| 2010   | A Rede Social                     | Marylin Delpy               |                |
| 2011   | Fight for Your Right Revisited    | Skirt Suit                  | Curta-metragem |
| 2011   | Our Idiot Brother                 | Cindy                       |                |
| 2011   | Friends with Benefits             | Maddison                    | Não creditada  |
| 2011   | The Big Year                      | Ellie                       |                |
| 2011   | The Muppets                       | Veronica Martin             |                |
| 2012   | Celeste and Jesse Forever         | Celeste                     |                |
| 2013   | Decoding Annie Parker             | Kim                         |                |
| 2014   | Cuban Fury                        | Julia                       |                |
| 2015   | Inside Out                        | Emoções da Garota Legal     |                |
| 2015   | A Very Murray Christmas           | A noiva                     |                |
| 2018   | Zoe                               | Emma                        |                |
| 2019   | Between Two Ferns: The Movie      | Ela mesma                   |                |
| 2019   | Klaus                             | Alva                        | Voz            |
| 2019   | Spies in Disguise                 | Marcy Kappel                | Voz            |
| TBA    | On the Rocks                      | Laura                       |                |

| Televisão     | Televisão                 | Televisão                                            | Televisão                                                            |
| Ano           | Título                    | Papel                                                | Notas                                                                |
| ------------- | ------------------------- | ---------------------------------------------------- | -------------------------------------------------------------------- |
| 1997          | The Last Don              | Johanna                                              | Episódio 3                                                           |
| 2000          | Freaks and Geeks          | Karen Scarfolli                                      | Episódio 4                                                           |
| 2000–2002     | Boston Public             | Louisa Fenn                                          | Elenco principal, Temporada 1 Episódios 10, 19, 21 e 22, Temporada 2 |
| 2003–2004     | Chappelle's Show          | Pam                                                  | Episódio 5, Temporada 1 Episódio 4, Temporada 2                      |
| 2004          | NY-LON                    | Edie Miller                                          | Elenco principal                                                     |
| 2005          | Stella                    | Karen                                                | Episódio piloto                                                      |
| 2005          | Wanted                    | Detetive Carla Merced                                | Elenco principal                                                     |
| 2006–2011     | The Office                | Karen Filippelli                                     | Recorrente, Temporada 3 Participações, Temporadas 4, 5 e 7           |
| 2007          | Saturday Night Live       | Karen                                                | Episódio 14, Temporada 32                                            |
| 2008          | Unhitched                 | Kate                                                 | Elenco principal                                                     |
| 2009          | Robot Chicken             | Casper / Pequena órfã Annie / Molly / Princesa (voz) | Episódio 5, Temporada 4                                              |
| 2009–2015     | Parks and Recreation      | Ann Perkins                                          | Elenco principal                                                     |
| 2011          | Wilfred                   | Lisa                                                 | Episódio 5, Temporada 1                                              |
| 2012          | Who Do You Think You Are? | Ela mesma                                            | Episódio 10: "4 de maio"                                             |
| 2012          | The Cleveland Show        | Daisy (voz)                                          | Episódio 22, Temporada 3                                             |
| 2013          | Os Simpsons               | Portia (voz)                                         | Episódio 11, Temporada 24                                            |
| 2013          | Comedy Bang! Bang!        | Ela mesma                                            | Episódio 14, Temporada 2                                             |
| 2013          | Kroll Show                | Várias personagens                                   | Episódio 0, Temporada 2                                              |
| 2013–2015     | The Awesomes              | Hotwire (voz)                                        | Elenco principal                                                     |
| 2014          | Key & Peele               | A esposa de Colin                                    | Episódio 5, Temporada 4                                              |
| 2015          | A to Z                    | Whalen                                               | Episódio 13; Produtora executiva da série                            |
| 2016–2018     | Angie Tribeca             | Angie Tribeca                                        | Elenco principal; produtora executiva                                |
| 2017–2018     | Black-ish                 | Santamonica Jackson                                  | Episódios: "Sister, Sister" and "Inheritance"                        |
| 2017–2022     | Claws                     | -                                                    | Produtora Executiva                                                  |
| 2020–presente | Duncanville               | Mia                                                  | Elenco regular                                                       |
| 2020          | #blackAF                  | Joya Barris                                          | Papel principal; produtora executiva; diretora                       |
| 2025          | Black Mirror              | Amanda                                               | Elenco principal; Temporada 7 Episódio 1: Pessoas Comuns             |

## Prêmios e indicações
| Ano  | Resultado | Prêmio                    | Categoria                                                 | Trabalho                  |
| ---- | --------- | ------------------------- | --------------------------------------------------------- | ------------------------- |
| 2002 | Indicada  | NAACP Image Awards        | Atriz Coadjuvante em Série Dramática                      | Boston Public             |
| 2012 | Indicada  | Independent Spirit Awards | Melhor Primeiro Roteiro (com Will McCormack)              | Celeste and Jesse Forever |
| 2013 | Indicada  | NAACP Image Awards        | Atriz Coadjuvante em Série de Comédia                     | Parks and Recreation      |
| 2013 | Indicada  | Black Reel Awards         | Melhor Atriz                                              | Celeste and Jesse Forever |
| 2013 | Indicada  | Black Reel Awards         | Melhor Roteiro, Adaptado ou Original (com Will McCormack) | Celeste and Jesse Forever |
| 2014 | Indicada  | NAACP Image Awards        | Atriz Coadjuvante em Série de Comédia                     | Parks and Recreation      |
| 2015 | Indicada  | Prémios Emmy do Primetime | Mérito Excepcional em Filmagem de Não-Ficção              | Hot Girls Wanted          |
| 2019 | Venceu    | Grammy Awards             | Grammy Award para melhor filme musical                    | Quincy                    |